# Список будівель Фріденсрайха Гундертвассера
Список будівель Фріденсрайха Гундертвассера включає всі реалізовані архітектурні проекти Фріденсрайха Гундертвассера включаючи новобудови, перебудови та оформлення будівель.
Гундервассер почав працювати архітектором у віці 55 років, коли вже мав репутацію маляра. Згідно з поглядами художника, людина має право прикрашати свій будинок на власний смак. Створені ним архітектурні споруди відрізняються від типових для 20 століття функціоналізму та раціоналізму використанням яскравих фарб, прикрас, викривлених ліній і прагненням бути в гармонії з природою. Гундервассер вважав, що тільки невелика кількість будівель є «здоровими». Гундервассер здійснив численні перебудови та переоформлення житлових та функціональних будинків та мав репутацію «доктора архітектури» оскільки лікував її від візуального засмічення навколишнього середовища. Наймасштабнішим архітектурним проектом Гундертвассера є готельний комплекс Рогнер Бад Блюмау в Австрії завершений в 1997 році.
| Зображення | Назва                                                                     | Рік початку будівництва | Рік закінчення будівництва | Місто                 | Країна        |
| ---------- | ------------------------------------------------------------------------- | ----------------------- | -------------------------- | --------------------- | ------------- |
|            | Силос Мієрка (Mierka Getreidesilo)                                        | 1982                    | 1983                       | Кремс                 | Австрія       |
|            | Рупертінум (Rupertinum)                                                   | 1980                    | 1985                       | Зальцбург             | Австрія       |
|            | Гундертвассергаус (Hundertwasserhaus)                                     | 1983                    | 1985                       | Відень                | Австрія       |
|            | Село Гундертвассера (Kalke Village)                                       | 1990                    | 1991                       | Відень                | Австрія       |
|            | Онкологічний відділ університетської лікарні (Krankenstation (Onkologie)) | 1991                    | 1994                       | Грац                  | Австрія       |
|            | Текстильна фабрика Рюфф (Textilfabrik Rueff und Hausnummern)              | 1982                    | 1988                       | Мунтлікс              | Австрія       |
|            | Фабрика для спалювання сміття Шпітельау                                   | 1988                    | 1992                       | Відень                | Австрія       |
|            | Дім мистецтва Відень (KunstHausWien)                                      | 1989                    | 1991                       | Відень                | Австрія       |
|            | Церква Св. Варвари у Бернбаху (St.-Barbara-Kirche Bärnbach)               | 1984                    | 1988                       | Бернбах               | Австрія       |
|            | Сільський музей в Ройтені (Dorfmuseum Roiten)                             | 1987                    | 1988                       | Ройтен                | Австрія       |
|            | Готель при автобані в Бад Фішау (Autobahnrasthaus Bad Fischau)            | 1989                    | 1990                       | Бад Фішау             | Австрія       |
|            | Готельний комплекс Блюмау (Thermendorf Blumau)                            | 1993                    | 1997                       | Блюмау                | Австрія       |
|            | Спіральний фонтан І (SpiralflussTrinkbrunnen I)                           | 1994                    | 1994                       | Лінц                  | Австрія       |
|            | Фонтан в Цветтлі (Brunnenanlage Zwettl)                                   | 1992                    | 1994                       | Цветтль               | Австрія       |
|            | Спіральний фонтан ІІ (SpiralflussTrinkbrunnen ІІ)                         | 1996                    | 1996                       | Яффа                  | Ізраїль       |
|            | Житловий комплекс Плая де Моган «Ель Нідо» (Playa de Mogan «El Nido»)     | 1991                    |                            | Канарські острови     | Іспанія       |
|            | Дитяча долина Рональда Макдональда (Ronald McDonald Kindervallei)         | 2005                    | 2007                       | Гоутем                | Нідерланди    |
|            | Лісова спіраль (Waldspirale)                                              | 1998                    | 2000                       | Дармштадт             | Німеччина     |
|            | Фабрика Розенталь (Rosenthal GmbH)                                        | 1980                    | 1982                       | Зельб                 | Німеччина     |
|            | Башта Гундертвассера (Hundertwasserturm)                                  | 2007                    | 2010                       | Абенсберг             | Німеччина     |
|            | Дитячий садок Гундертвассера (Hundertwasser-Kindertagesstätte)            | 1988                    | 1995                       | Франкфурт-на-Майні    | Німеччина     |
|            | Зелена цитадель Магдебурга (Grüne Zitadelle von Magdeburg)                | 2004                    | 2005                       | Магдебург             | Німеччина     |
|            | Гімназія Лютера-Меланхтона                                                | 1997                    | 1999                       | Лютерштадт Віттенберг | Німеччина     |
|            | Будинок Рональда-МакДональда в Ессені (Ronald McDonald Haus)              | 2004                    | 2005                       | Ессен                 | Німеччина     |
|            | Будинок «Житло під дощовою баштою» (Wohnen unterm Regenturm)              | 1991                    | 1994                       | Плохінген             | Німеччина     |
|            | Вокзал в Ульцені (Bahnhof Uelzen)                                         | 1999                    | 2000                       | Ульцен                | Німеччина     |
|            | Будинок «Життя в луках» (Wohnen in den Wiesen Bad Soden)                  | 1990                    | 1993                       | Бад Зоден на Таунусі  | Німеччина     |
|            | Публічний туалет (Public toilet in Kawakawa)                              | 1999                    | 1999                       | Кавакава              | Нова Зеландія |
|            | Винний підвал Кіхота (Quixote Winery)                                     | 1992                    | 1999                       | Долина Напа           | США           |
|            | Ринок в Алтенрайні (Markthalle Altenrhein)                                | 1998                    | 2001                       | Альтенрайн            | Швейцарія     |
|            | «Моп» Завод спалення сміття Маїшіма (Maishima Müllverbrennungsanlage)     | 1997                    | 2001                       | Осака                 | Японія        |
|            | Центр обробки відходів Маїшіма (Maishima Sludge Center)                   | 2000                    | 2004                       | Осака                 | Японія        |
|            | Дитячий гральній майданчик в Осаці (Kids Plaza Osaka)                     | 1996                    | 1997                       | Осака                 | Японія        |
|            | Пам'ятник відліку 21 століття (Countdown 21st Century Monument for TBS)   | 1992                    | 1992                       | Токіо                 | Японія        |